# Boarmia hemiprasina
Boarmia hemiprasina är en fjärilsart som beskrevs av Louis Beethoven Prout 1928. Boarmia hemiprasina ingår i släktet Boarmia och familjen mätare. Inga underarter finns listade i Catalogue of Life.